# Parque nacional de Dadohaehaesang
El parque nacional de Dadohaehaesang (en coreano: 다도해해상국립공원) fue designado en 1981 como el parque nacional más grande en el país asiático de Corea del Sur. La superficie total es de 2321,5 km² con 1986,6 km² de zonas marinas y 334,8 km² de superficie terrestre. Las principales atracciones de parque nacional Dadohaehaesang son Hongdo, Heuksando y Baekdo. En términos de biodiversidad posee 1541 especies de plantas, 11 especies de mamíferos, 147 especies de aves, 885 especies de insectos, 13 especies de reptiles anfibios, 154 especies de peces de aguas del océano, y 11 especies de peces de agua dulce que se creen han habitado en esta zona.